# Detmold (região)
Detmold (em alemão: AFI: [ˈdɛtmɔlt], ouvirⓘ) é uma região administrativa (Regierungsbezirke) do estado da Renânia do Norte-Vestfália, Alemanha. Sua capital é a cidade de Detmold.
A região de Detmond foi criada em 1947 quando o Estado Livre de Lipa foi incorporado no estado da Renânia do Norte-Vestfália. O território do Estado Livre de Lipa, então, foi agregado à antiga região (Regierungsbezirk) de Minden para formar a atual região de Detmond. A antiga região de Minden data de 1815, quando as regiões alemãs foram originalmente criadas.

## Subdivisões administrativas
A região de Detmold está dividida em seis distritos (Kreise) e uma cidade independente (Kreisfreie Stadt), que não pertence a nenhum distrito.

Mapa da região de Detmold

- Kreisfreie Stadt (cidade independente):

1. Bielefeld
- Kreise (distritos):

2. Gütersloh

3. Herford

4. Höxter

5. Lipa (Lippe)

6. Minden-Lübbecke

7. Paderborn